# British Columbia Highway 22A
Der Highway 22A in British Columbia bildet eine Verbindung zwischen der Grenze zwischen den Vereinigten Staaten und Kanada und der Stadt Trail. Nach Süden hin führt jenseits der Grenze eine Verbindungsstraße, über die man zur Washington State Route 25 in Northport gelangt. Direkt hinter der Grenze auf kanadischem Hoheitsgebiet liegt der Waneta Dam, ein Wasserkraftwerk. Nach etwa 11 km endet der Highway am Highway 3B in Trail.